# 개구리파동편모충
개구리파동편모충(Trypanosoma rotatorium)는 파동편모충과에 속하는 생물이다. 버들잎 모양을 하고 있으며 몸길이는 10 ~ 30㎛이다. 몸 가운데 핵이 있으며, 후단부의 모기체(毛基體)에서 나온 하나의 편모는 몸의 측면을 따라 앞쪽으로 뻗어 충체(蟲體)와의 사이에 두드러진 파동막(波動膜)을 형성하고, 편모의 끝은 몸 표면에서 떨어져 유리편모가 된다. 증식은 종2분열 또는 다분열에 의하며 살아가면서 규칙적인 변태를 한다. 척추동물의 혈액 속 또는 체액 속에서는 본래의 트리파노소마형이나 둥근 모양의 무편모형만이 나타난다. 벼룩·모기·이·거머리·파리 등 흡혈성 무척추동물의 소화관 내에서는 둥근형·무편모형 외에 다른 세 가지의 형으로 변태한다. 트리파노소마에는 아프리카수면병을 일으키는 종류와 샤가스병과 아프리카의 가축병인 나가나병을 일으키는 종류가 있다.